# Jack O'Callahan
John J. "Jack" O'Callahan (* 24. června 1957, Charlestown, Massachusetts, USA) je bývalý americký hokejový obránce, který odehrál 389 utkání v NHL.

## Reprezentace
Byl vybrán trenérem Herbem Brooksem do reprezentace pro mistrovství světa 1979 v SSSR (7. místo). Brooks jej zařadil i do výběru, který se po celý úvod ročníku 1979/80 připravoval na olympijský turnaj v Lake Placid 1980. V rámci přípravy odehrál 55 utkání, ve kterých si připsal 37 bodů za 7 branek a 30 asistencí. Na samotném turnaji Američané získali zlaté medaile, hlavně díky šokujícímu vítězství nad SSSR (Zázrak na ledě). O'Callahana Brooks nevyřadil z mužstva i přes to, že v přípravě utrpěl zranění právě v utkání se SSSR a jeho způsobilost hrát na hrách byla nejistá.
Reprezentoval i na mistrovství světa 1989 ve Švédsku (6. místo).

### Reprezentační statistiky
| 1979 | USA | MS | 8  | 0 | 1 | 1 | 12 |
| 1980 | USA | OH | 7  | 0 | 1 | 1 | 2  |
| 1989 | USA | MS | 10 | 0 | 2 | 2 | 14 |

## Kariéra

### Amatérská
Do roku 1975 hrál středoškolskou ligu za Boston College High, následující čtyři sezony strávil v celku bostonské univerzity, kterou vedl v letech 1977-79 jako kapitán. V rámci univerzitní NCAA byl 2x vybrán do All star týmu soutěže (1978 a 1979) a jednou vyhlášen nejlepším hráčem zavěrečného turnaje (1978). Ročník 1979/80 působil pouze v reprezentaci (viz výše).
Statistika v univerzitní soutěži
| Sezona              | Univerzita          | Liga                |     | Z  | G   | A   | B   | TM |
| ------------------- | ------------------- | ------------------- | --- | -- | --- | --- | --- | -- |
| 1975/76             | Boston              | NCAA                | 30  | 3  | 16  | 19  | 60  |    |
| 1976/77             | Boston              | NCAA                | 31  | 1  | 23  | 24  | 90  |    |
| 1977/78             | Boston              | NCAA                | 31  | 8  | 47  | 55  | 61  |    |
| 1978/79             | Boston              | NCAA                | 29  | 6  | 16  | 22  | 72  |    |
| Celkem čtyři sezony | Celkem čtyři sezony | Celkem čtyři sezony | 121 | 18 | 102 | 120 | 283 |    |

### Profesionální
Prošel draftem v roce 1977, kdy si jej v rámci NHL vybral klub Chicago Blackhawks. V konkurenční WHA si jej vybral celek Calgary Cowboys – tato soutěž ovšem v roce 1979 zkrachovala. V roce 1980 O'Callahan vstoupil do organizace Blackhawks. První dvě sezony strávil v AHL, kde nastupoval za farmářský celek New Brunswick Hawks. S tím získal v roce 1982 Calderův pohár pro vítězný tým soutěže. V sezoně 1982/83 dostal příležitost již i v hlavním týmu Blackhawks. Jeho dres oblékal do roku 1987, kdy jej klub po sezoně umístil na listinu nechráněných hráčů. Na té si jej vybral tým New Jersey Devils, kde odehrál dvě sezony a pak v roce 1989 ukončil kariéru.

## Klubové statistiky
| Sezona     | Klub                | Soutěž     | Základní část | Základní část | Základní část | Základní část | Základní část | Play off | Play off | Play off | Play off | Play off |
| Sezona     | Klub                | Soutěž     | Z             | G             | A             | B             | TM            | Z        | G        | A        | B        | TM       |
| ---------- | ------------------- | ---------- | ------------- | ------------- | ------------- | ------------- | ------------- | -------- | -------- | -------- | -------- | -------- |
| 1980/81    | New Brunswick Hawks | AHL        | 78            | 9             | 25            | 34            | 167           | 13       | 1        | 6        | 7        | 36       |
| 1981/82    | New Brunswick Hawks | AHL        | 79            | 15            | 33            | 48            | 130           | 15       | 2        | 6        | 8        | 130      |
| 1982/83    | Chicago Blackhawks  | NHL        | 39            | 0             | 11            | 11            | 46            | 5        | 0        | 2        | 2        | 2        |
|            | Springfield Indians | AHL        | 35            | 2             | 24            | 26            | 25            | —        | —        | —        | —        | —        |
| 1983/84    | Chicago Blackhawks  | NHL        | 70            | 4             | 13            | 17            | 67            | 2        | 0        | 0        | 0        | 2        |
| 1984/85    | Chicago Blackhawks  | NHL        | 66            | 6             | 8             | 14            | 105           | 15       | 3        | 5        | 8        | 25       |
| 1985/86    | Chicago Blackhawks  | NHL        | 80            | 4             | 19            | 23            | 116           | 3        | 0        | 1        | 1        | 4        |
| 1986/87    | Chicago Blackhawks  | NHL        | 48            | 1             | 13            | 14            | 59            | 2        | 0        | 0        | 0        | 2        |
| 1987/88    | New Jersey Devils   | NHL        | 50            | 7             | 19            | 26            | 97            | 5        | 1        | 3        | 4        | 6        |
| 1988/89    | New Jersey Devils   | NHL        | 36            | 5             | 21            | 26            | 51            | —        | —        | —        | —        | —        |
| Celkem NHL | Celkem NHL          | Celkem NHL | 389           | 27            | 104           | 131           | 541           | 32       | 4        | 11       | 15       | 41       |

## Zajímavosti
- O olympijském triumfu v Lake Placid 1980 byly natočeny dva filmy, v roce 1981 hrál O'Callahan Peter Horton a v roce 2004 Michael Mantenuto.

## Po kariéře
Po ukončení kariéry uplatňoval své ekonomické vzdělání, s dalším bývalým hráčem NHL Jackem Hughesem (absolventem Harvardovy univerzity) založil v Chicagu firmu.
V roce 1984 byl O'Callahan zařazen do síně slávy amerického hokeje a v roce 2012 do síně slávy hokeje ve státě Illinois.